# Planternes evolution
| Portal | Portal:Botanik |

Planternes evolution har bevæget sig gennem stadigt højere niveau'er af kompleksitet fra de tidligste alger via mosser, ulvefodsplanter, bregner og nøgenfrøede til de højtudviklede dækfrøede planter af i dag. Mens de primitive planter forsat trives, især i de miljøer, hvor de udviklede sig, har hvert nyt organisationsnveau i de fleste tilfælde været mere "succesrigt" end de foregående. Desuden antyder de fleste analyser af plantearternes kladistiske forhold, at hvert af de "mere komplekse" niveau'er opstod i den mest komplekse gruppe blandt forgængerne.

## Oversigt
Det er først i ordovicium for ca. 500 millioner år siden, at der findes spor af landplanter. De begyndte at udvikle artsspredning sent i silur (ca. 420 millioner før vor tid), og resultaterne ses i bemærkelseværdige detaljer i et fossilt materiale fra tidlig devon, som kaldes Rhynie flint. Dette chert bevarede de tidlige planter som forsteninger i vulkanske kilder med detaljer helt ned på celleplan. I midten af devon kan man finde de fleste af de træk, som kendes hos planter i dag, nemlig rødder, blade og frø. Sent i devon havde planter nået et niveau af udvikling, som muliggjorde opbygningen af skove med høje træer, men de udviklingsmæssige nybrud fortsatte efter devon. De fleste plantegrupper kom forholdsvis uskadte gennem Perm–Trias udslettelsen, selv om plantesamfundenes strukturer ændrede sig. Begivenheden kan have skabt baggrunden for, at de blomstrende planter opstod i trias (ca. 200 millioner år før vor tid), en udvikling, der eksploderede i kridttiden og tertiærtiden. Den sidste større gruppe af planter, der udviklede sig, var græsserne, der fik stor betydning i midten af tertiærtiden, dvs. for ca. 40 millioner år siden. Græsserne udviklede ligesom flere andre grupper stofskiftemekanismer, der gjorde det muligt at overleve gennem de seneste 10 millioner år i de varme, tørre tropemiljøer med lave CO2-mængder.

## Kolonisering af landjorden
Landplanter udviklede sig fra grønalger, muligvis så tidligt som for 510 millioner år siden, og deres nærmeste endnu levende slægtninge er charofytterne, i særdeleshed ordenen Charales. Hvis man antager, at denne ordens vækstform kun har ændret sig lidt, siden de forskellige linjer spaltede sig ud, må det betyde, at landplanterne udvikledes fra en forgrenet, trådformet haplontisk alge, der voksede i lavt ferskvand muligvis ved kanten af damme, der var ved at udtørre. Symbiose med svampe viser sig at have været altafgørende for at de tidlige landplanter kunne klare stresspåvirkningerne på landjorden.
Planterne var dog ikke de første til at have fotosyntese på land: vurderinger af erosionshastigheder antyder, at visse organismer allerede levede på land for 1.200 millioner år siden. Disse organismer var sandsynligvis små og enkle, og de dannede ikke meget andet end et ”algeskum”.
Det første bevis på, at planterne voksede på landjorden, kommer fra sporetetrader , der tilskrives landplanter fra det midterste ordovicium (for ca. 470 millioner år siden). Den mikroskopiske opbygning i de tidligste sporer ligner den, man finder hos moderne levermossporer, hvilket antyder, at de har et fælles organisationsniveau.
Trilete sporer opstår snart efter, dvs. i det sene ordovicium. Disse sporer er produktet af sporetetrader, som består af fire identiske, sammenknyttede sporer, der er dannet, når en enkelt celle gennemgår meiose. Sporetetrader findes hos alle landplanter og visse alger Afhængigt af, præcist hvornår tetraden spaltes, kan hver af de fire sporer bære et triletmærke, som er {\displaystyle Y}-formet, og som viser de punkter, hvor hver celle var klemt op ad sine naboer. Men hvis det skal kunne ske, må sporevæggen være kraftig og modstandsdygtig på ethvert udviklingstrin. Denne modstandsdygtighed er nøje forbundet med det at have en ydre cellevæg, der modstår udtørring – et karaktertræk, som kun er nyttigt, når sporerne skal kunne overleve ude af vandmiljøet. En nøje undersøgelse af algesporer viser, at de ikke har trilete mærker. Det skyldes enten, at deres cellevægge ikke er tilstrækkeligt modstandsdygtige, eller i de tilfælde, hvor væggen faktisk er kraftig, at sporerne spredes, før de bliver klemt nok til at udvikle mærkerne (eller slet ikke er indpasset i en tetrade).
De tidligste fossiler af hele landplanter stammer fra thallusagtige organismer, som levede på vådområder langs floder, og de må have dækket det meste af en flodslette i silurtiden. De kunne kun overleve, hvor landskabet var oversvømmet.
Da planterne først var kommet i land, var der to svar på udtørringen. Mosserne undgår den eller giver efter for den, og det begrænser deres udbredelse til fugtige steder. Alternativt kan de lade sig tørre ud og sætte stofskiftet på ”vente”, indtil der kommer mere vand. Karplanterne modarbejder udtørring. De har alle et vandtæt, ydre overhudslag på steder, hvor de er udsat for luft, for at nedsætte vandtab – men da en fuldstændig aflukning ville afskære dem fra CO2 i atmosfæren, udviklede de hurtigt spalteåbninger, som er små åbninger, der tillader luft at passere. Karplanterne udviklede også karvæv for at støtte vandbevægelsen inden i organismen (se nedenfor), og ændrede sig fra en gametofyt-domineret livscyklus (se nedenfor).
Skabelsen af en landbaseret flora øgede ophobningen af ilt i atmosfæren som aldrig før, efter at nye horder af landplanter frigav det som et spildprodukt. Da koncentrationen kom op over 13 % opstod der mulighed for skovbrande. Dette ses første gang i fossiler af forkullede planter fra tidlig Silur. Bortset fra et problematisk mellemrum i sen Devon har man fundet trækul i alle senere lag.
Trækul er et vigtigt stof. Skovbrand frigiver alle flygtige stoffer, sådan at kun en skal af rent kulstof står tilbage. Det kan ikke bruges som fødemiddel, hverken af planteædere eller af nedbrydere, og derfor bevares det ofte. Desuden er det et robust stof, som kan modstå tryk, og som kan vise fine detaljer, til tider endda inden i cellerne.

## Ændring af livscyklus
Alle flercellede planter har en livscyklus, der består af to faser (ofte fejlagtigt omtalt som "generationer"). Den ene danner gameter (sperm og æg), kaldes gametofyt og har et enkelt sæt af kromosomer (benævnt 1n – eller bare n). Den anden danner sporer, så den kaldes sporofyt og har to sæt kromosomer (benævnt 2n). De to faser kan være identiske eller helt forskellige af udseende.
Det altovervejende mønster i planternes evolution er, at den gametofytiske fase reduceres, mens den sporofytiske øger sin dominans. Landplanternes algeforfædre var næsten uden tvivl haplobiontiske og var haploide i alle livscykler, mens en enkelt éncellet zygote dannede 2n-fasen. Alle landplanter er derimod diplobiontiske, dvs. at både den haploide og den diploide fase er flercellede.
Der er to teorier, som kan forklare, hvordan en diplobiontisk livscyklus opstod.

### Interpolationsteorien
er også kendt som den antitetiske eller interkalære teori, og den påstår, at sporofytfasen var en fundamentalt ny dannelse, der opstod ved, at den mitotiske deling i en nydannet zygote fortsatte, indtil der blev dannet sporer ved meiose. Teorien indebærer, at de første sporofytter ville få en meget afvigende morfologi i forhold til den gametofyt, som de var afhængige af. Det ser ud til at stemme godt overens med det, som vi ved om mosserne, hvor simple sporofytter snylter på en vegetativt voksende, bladagtig gametofyt. Disse sporofytter består ofte kun af et sporangium på en stilk. I og med en stigende kompleksitet hos den oprindeligt simple sporofyt, heri bl.a. indbefattet en eventuel fremvækst af fotosyntetiske celler, blev den befriet fra afhængigheden af gametofytten. Det er, hvad man finder hos Hornblad (f.eks. Anthoceros), og det førte efterhånden til, at sporofytten udviklede organer og karvæv, og at den blev den dominerede fase, sådan som man kender det fra karplanterne. Denne teori kan støttes af, at de helt små Cooksonia-individer må have fået næring fra en gametofytisk fase. Den øgede længdevækst, som senere kan konstateres, og som giver mulighed for fotosyntetisk væv og dermed for selvforsyning, skaber grundlaget for en selvstændig sporofytisk fase.

### Transformationsteorien
er den alternative hypotese, og den kaldes også den homologe teori. Den påstår, at sporofytten opstod med ét på grund af en forsinkelse af meiosen efter zygotens dannelse. Da det er samme type genetisk materiale, der bruges, må den haploide og den diploide fase være ens at se på. Det forklarer adfærden hos visse alger, der producerer skiftende faser af identiske sporofytter og gametofytter. En senere tilpasning til udtørring gjorde kønnet formering vanskelig, og den resulterede i en forenkling af den kønsligt aktive gametofyt og udvikling af en sporofytisk fase, der bedre kunne sprede de vandtætte sporer. Vævet hos sporofytter og gametofytter, fundet i Rhynie flint har ensartet kompleksitet, og det anses for at bevise denne hypotese.

## Vandtransport
For at kunne have fotosyntese må planterne optage CO2 fra atmosfæren. Men det er noget, der koster, for mens spalteåbningerne er åbne for at kunne slippe CO2 ind, kan vand fordampe ud sammen vej. Vandet tabes meget hurtigere, end CO2 optages, så planterne må erstatte det, og derfor har de udviklet systemer, der transporterer vand fra den fugtige jord til værkstedet for fotosyntesen. De tidlige planter opsugede vand mellem cellevæggene, men så udvikledes evnen til at kontrollere vandtab (og CO2optagelse) ved brug af spalteåbninger. Specialiserede væv til vandtransport udvikledes snart i form af hydroider og trakeider. Derpå fulgte sekundært vedvæv, som blev fulgt af en endoderm og til slut af egentlige kar.
De høje CO2-niveauer i Silur og Devon, da de første planter indtog landjorden, betød, at behovet for vand var forholdsvis ringe i de første tider. Da planterne havde trukket CO2 ud af atmosfæren og oplagret den som kul, blev mere vand tabt under optagelsen af stoffet, og der udviklede sig mere elegante transportmekanismer. Efterhånden som disse mekanismer og den vandtætte kutikula udvikledes, kunne planterne overleve uden at være dækket af en vandhinde hele tiden. Denne overgang fra vandtrang til selvforsyning med vand skabte nye muligheder for kolonisering. Fra da af stod planterne over for en balance mellem at transportere vand så effektivt som mulig og at undgå, at transportrørene imploderede eller blev tømt.
I Silur var CO2 lettilgængeligt, så der blev ikke brugt meget vand for at skaffe det. I slutningen af Kultiden, da CO2-niveauet var sænket til noget nær nutidens, blev der tabt 17 gange så meget vand pr. enhed optaget CO2. Men selv i den ”nemme” begyndelse, kostede det at optage vand, og det skulle transporteres ud til alle dele af planten fra den våde jord, hvis udtørring skulle undgås. Denne tidlige vandtransport udnyttede en fysisk egenskab ved vand. Vand har en tendens til at diffundere i retning af mere tørre steder, og den proces kan forstærkes, hvis vandet kan ledes langs en væg med kapillær virkning. På snævre steder – som for eksempel mellem cellevæggene i planter (eller i trakeider) – opfører en vandsøjle sig som gummi. Når molekyler fordamper ved den ene ende, trækker de bogstaveligt talt andre molekyler efter sig frem gennem kanalerne. Derfor ydede transpiration den eneste drivkraft for vandtransporten i de første planter. Uden egentlige transportrør kan denne kohæsion-tension mekanisme dog kun transportere vand ca. 2 cm, hvad der begrænsede de første planters størrelse alvorligt. Tilmed kræver denne proces en vedvarende forsyning af vand fra den nederste ende for at kunne opretholde molekylekæderne. For at undgå vandunderskud udviklede planterne en vandtæt kutikula. De første kutikula'er havde muligvis ikke porer, men dækkede til gengæld ikke hele plantens overflade, sådan at luftskiftet kunne foregå uhindret. Somme tider var det uundgåeligt, at der opstod dehydrering, og de første planter klarede det ved at have store vandmængder oplagret mellem cellevæggene. I alvorlige tilfælde kunne de klare sig gennem hårde tider ved at sætte deres livsfunktioner i venteposition, indtil der kom nye forsyninger af vand.
For at slippe ud af de begrænsninger i form af ringe størrelse og behovet for konstant fugtighed, der blev påført dem af det beskrevne system, havde planterne behov for et mere effektivt vandtransportsystem. I tidlig Silur udviklede de specialiserede celler, der var ligninforstærkede (eller afstivet med tilsvarende stoffer) for at modvirke implosion. Afstivningen medførte celledød, hvorefter cellens indre blev tømt, så vand kunne passere gennem den. Disse døde og mere åbne, tomme celler var en million gange mere vandførende end transport via cellemellemrummene, og det gav mulighed for transport over lange afstande og dermed for øget CO2-optagelse .
De første fossiler, der har vandtransportrør, tilhører tidligt devonske forløbere for karplanter som Aglaophyton og Horneophyton, der har strukturer, der svarer meget nøje til hydroiderne hos moderne mosser. Planterne fortsatte med at opfinde nye måder at nedsætte bevægelsesmodstanden inden i deres celler på, og det forøgede effektiviteten af deres vandtransport. Striber på siderne af rørene, som kan fndes fra tidlig Silur og fremefter, er en tidlig improvisation, som skal lette vandgennemstrømningen. Stribede rør og rør med fordybninger på siderne var træagtige og de betragtes som trakeider, når de danner enkeltcellede kanaler. De var "næste generation" i udformningen af transportceller, og de havde en mere stiv struktur end hydroiderne, hvad der betød, at de kunne klare et højere vandtryk. Tracheider kan have en fælles, udviklingsmæssig oprindelse, som muligvis skal findes blandt kransalger, hvad der ville forene alle karplanterne (men de kan også være udviklet mere end én gang).
Vandtransport kræver regulering og spalteåbningerne skabte en dynamisk styring.
Ved at regulere hastigheden af luftskiftet kan de begrænse størrelsen af vandtabet ved transpiration. Dette er betydningsfuldt, når vandforsyningen ikke er konstant, og spalteåbningerne ser ud til at være udviklet før trakeiderne, for man finder dem i hornworts, der ikke har vandførende kar.
Endodermis udvikledes sandsynligvis i overgangen mellem Silur og Devon, men det første, fossile bevis for dette træk findes i Kultiden. Denne struktur i rødderne beskytter vandtransportvævet og regulerer udvekslingen af ioner (samt forhindrer uønskede skadegørere i at trænge ind i vandtransportsystemet). Endodermis kan også skabe et opadrettet tryk, der tvinger vand ud af rødderne, når transpirationen ikke er tilstrækkelig som drivkraft.
Da først planterne havde nået dette niveau af kontrol med vandtransporten, var de blevet uafhængige. De kunne trække vand ud af deres miljø gennem rodagtige organer og var ikke afhængige af at være dækket af en vandhinde. Det satte dem i stand til at vokse op til langt større højder. Et resultat af deres uafhængighed af omgivelserne var dog, at de mistede deres evne til at overleve udtørring – det var for kostbar en evne at beholde.
I løbet af Devon voksede den maksimale diameter i vedvævet, som tiden gik, mens den minimale diameter forblev nogenlunde konstant. I mellemste Devon havde trakeidediameteren hos nogle plantegrupper nået et midlertidigt maksimum. Bredere trakeider tillader hurtigere transport af vand, men den overordnede transportrate afhænger også af det overordnede tværsnitsareal af selve xylembundtet. Forøgelsen af tykkelsen af det vaskulære bundt lader også til at have en tæt sammenhæng med både bredden af plantens akse og dens højde, ligesom det hænger tæt sammen med forekomsten af blade og øget stomatal tæthed, der begge ville øge behovet for vand.
De mere åbne trakeider med holdbare vægge gjorde det muligt at opnå et højere tryk på vandtransportsystemet, men det øgede til gengæld problemet med kavitation. Kavitation er et problem, når en luftboble dannes inde i et af rørsystemerne, for på den måde brydes bindingerne mellem vandmolekylerne, og det hindrer dem i at trække mere vand opad. Når en trakeide først har fået luftbobler, kan den ikke få fjernet denne ”prop” og kan komme i gang igen (undtagen hos nogle få, avancerede blandt de dækfrøede), der har udviklet en mekanisme, så de kan klare problemet). Derfor kan det betale sig for planterne at undgå kavitation. Af samme grund har åbningerne i trakeiderne meget små diametre for at hindre luft i at trænge ind og bobler opstå. Vekselvirkning mellem tø- og frostperioder er en væsentlig årsag til kavitation. Ødelægges en trakeides væg, fører det næsten uundgåeligt til, at luft siver ind, og der opstår kavitation. Derfor er det en fordel, at mange trakeider arbejder parallelt.
Kavitation er vanskelig at undgå, men når den er opstået har planterne en række mekanismer, som kan begrænse skaden.
Små huller forbinder naborør, sådan at væske, men ikke luft, kan strømme fra det ene til det. Ironisk nok er disse huller, der hindrer spredningen af luftpropper, også en hovedårsag til, at de opstår. Disse gennemhullede overflader nedsætter desuden vandgennemstrømningen i vedvævet med op til 30%. I løbet af Jura udviklede nåletræerne en snild forbedring ved at bruge ventilagtige dannelser, som kan aflukke rør, der har luftpropper. Disse "torus-margo" elementer har en pude flydende midt i en donut-ring. Når der opstår undertryk på den ene side, bliver puden suget ind i ringen og blokerer for yderligere problemer. Andre planter accepterer bare kavitation. Egene f.eks. danner en ring af åbne rør ved indledningen af hvert års tilvækst om foråret. Disse rør bliver opgivet og dør i løbet af vinteren. Lønnene bruger rodtryk hvert forår til at tvinge saften opad fra rødderne og tvinger på den måde alle luftbobler ud af systemet.
Under væksten opad blev et andet træk ved trakeiderne også benyttet – den støtte som deres lignificerede vægge gav. Ubrugelige trakeider blev bibeholdt, sådan at de skabte en stærk, forveddet stængel, som var dannet af det sekundære vedvæv i de fleste tilfælde. I de tidlige planter var trakeiderne dog for mekanisk svage og beholdt en midtposition med et lag af sejt sklerenkymvæv yderst omkring stænglen. Selv når trakeider har en bærende rolle, er de stadigvæk støttet af sklerenkymvæv.
Trakeider er afsluttet med en væg, der giver en betydelig modstand mod gennemstrømningen, mens de egentlige karceller har gennembrudte endevægge og er arrangeret i rækker, så de kan fungere som ét langt rør. Endevæggene, som var et led udgangsmaterialet i Devon, havde sandsynligvis den rolle at bremse udviklingen af luftblærer (embolisme). Dette problem kan opstå som en eftervirkning ved nedfrysning, eller når gasser forlader den væskeopløste tilstand. Når først der er opstået en embolisme, kan den næsten ikke fjernes (se dog nedenfor), og den berørte celle kan ikke trække vand opad, så den bliver nytteløs.
Når man ser bort fra endevæggene, kunne trakeiderne hos de planter, der levede før egentlige kar var opstået, virke under de samme hydrauliske betingelser som den første karplante, Cooksonia.
Trakeidernes størrelse er begrænset af, at de består af en enkelt celle. Det sætter en grænse for deres længde, og det virker tilbage, så deres maksimale diameter er begrænset til 80 μm. Gennemstrømningsevnen vokser med diameteren i fjerde potens, så en øget diameter har store fordele. Karelementer, der bestod af en række celler, der var forbundet via endefladerne, klarede denne begrænsning, sådan at der kunne dannes tykkere rør med en diameter op til 500 μm og længder op til 10 m.
De egentlige kar (rørsystemer) blev først udviklet under de tørre perioder i Perm, hvor atmosfærens indhold af CO2 var lavt. Det skete uafhængigt hos padderokker, bregner og Selaginellales, og det samme skete i midten af kridttiden hos de tokimbladede og gnetophytes.
Kar gør det muligt at transportere en hundrede gange større vandmængde end trakeider gennem den samme diameter vedvæv! Det satte planterne i stand til at fylde deres stængler op med bærende fibre, og det åbnede en ny niche for lianer, der kunne transportere vand uden at have samme tykkelse som de træer, de voksede op ad. Men til trods for disse fordele er trakeidebaseret ved meget lettere og derfor billigere at opbygge, og det skyldes, at kar skal være mere forstærkede for at undgå kavitation.

## Udvikling af blade
Nutidens blade er i næsten alle tilfælde en tilpasning til at øge den mængde sollys, der kan opfanges i fotosyntesen. Blade blev med sikkerhed udviklet flere gange, og de udsprang sandsynligvis fra tornede udvækster, der skulle beskytte de tidlige planter mod planteæderne.
Rhyniofytterne fra Rhynie flinten dannede kun slanke akser. Trimerofytterne i det tidlige til mellemste er derfor det første vidnesbyrd om noget, der kan kaldes bladbærende. Denne gruppe af karplanter kan kendes på deres mængder af endestillede sporangier, som sidder ved afslutningen af skudakser, der kan være tve- eller tredelte. Nogle organismer, som f.eks. Psilophyton, bar udvækster. Det er små, tornede dannelser på stænglen, som manglede forsyning via egne karvæv.
På samme tid blev zosterophyllophytes efterhånden vigtige. Denne gruppe kan kendes på deres nyreformede sporangier, der voksede frem fra korte sidegrene tæt på hovedskuddene. De var ofte opsplittede i en genkendelig H-form. Hovedparten af gruppen havde markante torne på deres skudakser, men ingen af dem havde spor af karvæv, og de første tegn på karfyldte udvækster findes i Rhynie-slægten Asteroxylon. Tornene hos Asteroxylon havde en primitiv form for forsyningskar – i det mindste kunne bladanlæg ses udspringe fra den centrale forløber for et skud i retning af hvert individuelt ”blad”. En fossil mostype, der er kendt som Baragwanathia, opstod noget tidligere, dvs. i sen Silur. I denne organisme fortsætter disse bladspor ud i bladet og danner deres centrale vene.
Én af teorierne, "enationsteorien", påstår, at bladene blev udviklet af udvækster fra skuddet, hvor de var forbundet med allerede eksisterende enationer, men det er også muligt, at mikrofyller udvikledes fra en forgrenet skudakse, der dannede et ”netværk”
Asteroxylon og Baragwanathia betragtes af de fleste som primitive ulvefodsplanter. Denne plantegruppe findes stadig i dag, hvor de kendes som Isoetes og ulvefodsplanter. Disse planter har tydelige mikrofyller – altså blade med ét enkelt spor af et forsyningsvæv. Mikrofyller kunne nå en vis størrelse – og Lepidodendrales bar mikrofyller på over en meters længde – men næsten alle de nutidige har kun ét karbundt. (med undtagelse af den forgrenede Selaginella).
De mere velkendte blade, de såkaldte megafyller, har formentlig en anden oprindelse – og de opstod fire gange uafhængigt af hinanden: hos bregner, padderokker, tidlige nåletræer og hos frøplanterne. De ser ud til at være opstået ud fra tvedelte grene, som først overlappede hinanden, og som efterhånden udviklede sig ”netværksagtigt” og siden til mere bladagtige strukturer. Derfor er megafyller efter denne "teleomteori" sammensat af en gruppe netforbundne grene, – deraf kommer det, at dér, hvor bladets karvæv forlader skuddets, ligner forløbet to akser, der spaltes. I hver af de fire grupper, der udviklede megafyller, blev bladene først udviklet i løbet af sen Devon og tidlig Kultid, men de udspaltedes hastigt, indtil grundplanen blev fastlagt i midten af Kultiden.
Ophøret af den videre udspaltning kan henføres til udviklingsmæssige begrænsninger, men hvorfor gik der så lang tid, før bladene overhovedet blev udviklet? Planterne havde været på landjorden i mindst 50 millioner år, før megafyller blev betydningsfulde, men små, sjældne mesofyller kendes fra en slægt fra tidlig Devon, Eophyllophyton – så problemer ved udviklingen kan ikke have været en bremse på deres opståen. Den bedste forklaring indtil videre bygger på igttagelser, der viser, at atmosfærens indhold af CO2 faldt hastigt med 90 % i løbet af Devon. Det svarer til en forøgelse af spalteåbningernes tæthed på 100 gange. De tillader for vand at fordampe fra bladene, og det får dem til at krumme sig. Det ser ud til, at den lave tæthed i spalteåbninger indebar, at fordampningstabet var minimalt, og at bladene kunne blive for varme, hvis de voksede ud over en vis størrelse. Tætheden kunne ikke sættes i vejret, så længe de primitive transportsystemer og rødder ikke kunne skaffe vand hurtigt nok til at modsvare fordampningshastigheden.
Blade er tydeligt nok ikke altid kun til gavn, hvad man kan se illustreret ved den hyppigt gentagne opgivelse af blade, f.eks. hos kaktusarterne og Psilotum.
Sekundær evolution kan også skjule visse blades sande, evolutionære oprindelse. Nogle bregneslægter har sammensatte blade, som er hæftet til pseudostelen via en udvækst fra stænglens karvæv. Blade hos padderokker (Equisetum) har kun et enkelt forsyningskar, sådan at de kan se ud til at have mikrofyllisk oprindelse. Men i betragtning af de fossile vidnesbyrd og molekylære beviser må man konkludere, at deres forgængere havde blade med sammensatte forsyningskar, og at den nuværende tilstand er resultatet af en senere simplificering.
Løvfældende træer klarer en anden ulempe ved at at have blade. Det er forkert, når det populært opfattes sådan, at planter afkaster bladene, fordi dagene bliver for korte. Der voksede stedsegrønne planter inden for den nordlige polarcirkel under den seneste periode med ”væksthus”-betingelser på kloden. Den almindeligt støttede årsag til, at planter kaster bladene, har at gøre med tilpasning til vejrfasthed – vindstyrke og sneens vægt klares meget lettere uden bladenes forøgede overflade. Årstidsbestemt bladtab er blevet udviklet uafhængigt flere gange og findes nu hos både Tempeltræ-ordenen, nåletræer og dækfrøede. Bladafkastning kan også være opstået som et svar på presset fra skadedyr. Det kan have været mindre bekosteligt at afkaste alle bladene under perioder med stærk kulde eller tørke end at fortsætte investeringen i reparation af dem.

## Udvikling af træer
Landskabet i tidlig Devon havde ingen vegetation, der var højere end ca. 1 m. Før der var udviklet et robust karsystem, kunne planterne ikke opnå større højde. Til gengæld var der et konstant, evolutionært pres for netop at skaffe større højde. Den mest iøjnefaldende fordel er, at planten så kan indhøste mere sollys – ved at skygge for konkurrenterne – men en anden fordel har at gøre med spredningen af sporerne (og senere: frøene), der kan spredes over større afstand, hvis de starter i større højde. Det kan demonstreres af Prototaxites, en svamp, formentlig fra sen Silur, som nåede 8 m højde.
For at nå frem til træagtighed måtte de tidlige planter først udvikle vedvæv, der kunne tjene både som afstivning og som transportsystem for vand. Det kræver en smule viden om vedkarrenes betydning at forstå træ. Den centrale del af planter, der har ”sekundær tykkelsesvækst”, er omgivet af et vækstlag, der er en ring af celler, som producerer mere vedstof (xylem) på indersiden og sivæv (phloem) på ydersiden. Ligesom vedcellerne omfatter dødt, lignificeret væv, bliver de følgende lag af vedstof lagt uden på de allerede dannede og danner en årlig tilvækst (”årringe”) af vedstof.
Bregnerne var tilsyneladende de første planter, der udviklede sekundær tykkelsesvækst og en træagtig vækstform, og så tidligt som mellemste Devon havde en art, Wattieza, allerede nået højder på 8 m og en træagtig vækstform.
Det tog ikke lang tid, før andre plantegrupper udviklede en trælignende form. En forløber for nåletræerne, Archaeopteris, som udviklede sig fra trimerofytterne i sen Devon, nåede 30 m i højden. Disse tidlige nåletræer var de første planter, der udviklede ægte vedstof, som voksede ud fra et tosidet kambium. Den første gang, dette opstod, var hos slægten Rellimia fra mellemste Devon. Ægte vedstof anses for kun at være udviklet én enkelt gang, hvorved der er dannet en "lignofytisk" plantegruppe.
Disse skove med Archaeopteris blev snart blandet med ulvefodsplanter i form af Lepidodendrales, som nåede op i 50 m højde og 2 m i stammediameter ved jordoverfladen. Lepidodendrales afviger fra moderne træer ved at have en forudbestemt vækst: efter at have opbygget en reserve af næringsstoffer, mens planten endnu var ganske lav, ”sprang” den op i en arveligt bestemt højde, hvor den spredte sine sporer og derefter visnede bort og døde. De bestod af "billigt" træstof, hvor mindst halvdelen af diameteren var fyldt med marv, og det gjorde den hastige vækst mulig. Deres ved blev også dannet af et ensidigt kambium – det producerede ikke nyt sivæv, og det medførte, at stammerne ikke kunne blive tykkere med tiden.
Padderok-slægten Calamites var den næste, der dukkede op, og det skete i kultiden. Modsat den moderne padderokslægt Equisetum havde Calamites et ensidigt vedkambium, der gjorde det muligt at udvikle ved og vokse op til højder over 10 m. De var desuden flere gange forgrenede, men selv om disse tidlige træers form lignede nutidens, skulle der gå nogen tid, før grupperne med alle de moderne træer blev udviklet.
De dominerende grupper er i dag de nøgenfrøede, som omfatter nåletræerne, og de dækfrøede, der rummer alle de blomstrende og frugtbærende træer. Man har længe ment, at de dækfrøede opstod blandt de nøgenfrøede, men nylige, molekylære beviser antyder, deres nulevende repræsentanter danner to adskilte grupper. Det skal dog bemærkes, at de molekylære data endnu ikke er bragt i overensstemmelse med de morfologiske træk, men forskerne er ved at acceptere, at den morfologiske begrundelse for en parafyl opstilling af det fælles stamtræ ikke er særligt stærk.
Det fører til den konklusion, at begge grupper opstod blandt bregnerne, muligvis så tidligt som i Perm.
De dækfrøede og deres ophav spillede en meget lille rolle, indtil de blev udspaltet i løbet af kridttiden. De begyndte som små, fugtighedselskende organismer på skovbunden, og de har udspaltet sig lige siden midten af kridttiden, så de nu er de dominerende medlemmer af de nordlige skove.

## Udvikling af rødder
| |
| |
| Rødderne (nederste billede) hos lepidodendrales har sikkert været opbygningsmæssigt meget lig stænglerne (toppen), sådan som det kan ses ud fra tilstedeværelsen af tilsvarende "bladar" og "rodar" hos disse eksemplarer fra forskellige arter. |

Rødder er vigtige for planterne af to grunde: Dels giver de forankring i underlaget, og dels skaber de en tilførsel af vand og næringsstiffer fra jorden. Rødderne tillod planterne at vokse højere op på kortere tid.
Røddernes tilsynekomst fik også virkninger i den globale målestok. Ved at forstyrre jorden og fremme dens forsuring (ved optagelsen af næringsstoffer som ammonium, kalium og magnesium) blev den udluftet i større dybde, hvad der fremmede bindingen af CO2 med enorme konsekvenser for klimaet. Disse virkninger kan have været så omfattende, at de fremkaldte den såkaldte masseudslettelse i Devon.
Men hvordan og hvornår blev rødderne udviklet for første gang? Mens der findes spor af rodlignende aftryk i fossile jorde fra sen Silur, viser fossile plantematerialer, at de første planter manglede rødder. Mange havde udløbere, som krøb hen ad eller under jorden, og som havde oprette, bladagtige udvækster her og der. Nogle havde endda underjordiske skud, der manglede læbeceller, og som ikke havde fotosyntese. Forskellen mellem en rod og en specialiseret gren er et resultat af udvikling. Ægte rødder har et andet udviklingsforløb end stængler. Desuden afviger rødder ved deres forgreningsmønster og ved, at de har en rodhætte. Så mens planter fra Silur og Devon som f.eks. Rhynia og Horneophyton havde det, der kunne svare til rødder, opstod egentlige rødder – defineret som organer, der er udstaltet fra stængler – først senere. Uheldigvis er rødder sjældent bevaret som fossiler, og vores forståelse af deres udviklingsmæssige oprindelse er sparsom.
Rhizoider – små dannelser, der har samme rolle som rødder, og som almindeligvis har en diameter på én celle – blev sandsynligvis udviklet meget tidligt, muligvis endda før planterne erobrede landjorden; de kan genfindes hos Characeae, der er en algesøstergruppe til landplanterne. Tilmed udvikledes der rhizoider mere end én gang; lavernes rhiziner har f.eks. en tilsvarende rolle. Selv visse dyr (Lamellibrachia) har rodlignende dannelser.
Mere avancerede dannelser er almindelige i Rhynie flinten, og mange andre fossiler med en tilsvarende, devonsk alder har dannelser, der ser ud som og virkede som rødder. Rhyniophytterne havde tynde rhizoider, og trimerophytterne og de urteagtige ulvefodsplanter i flinten havde en rodlignende dannelse, som trængte nogle få centimetre ned i jorden. Men ingen af disse fossiler viser alle de træk, som findes hos moderne rødder. Rødder og rodlignende dannelser blev mere og mere almindelige og dybtgående i løbet af Devon. Ulvefodstræerne fik rødder på ca. 20 cm længde i løbet af perioderne Eifel og Givet. De blev fulgt af tidlige nøgenfrøede, der havde rødderne nede i ca. 1 m dybde i løbet af den følgende Frasneperiode. De ægte nøgenfrøede og Zygopterisagtige bregner dannede også højtliggende rodsystemer i perioden Famenn.
Rhizomorferne hos ulvefodsplanterne viser en nem adgang til at få rodfæste. De svarede til stængler, hvor organer svarende til blade havde rollen som finrødder. En tilsvarende konstruktion ses his den nulevende ulvefodslægt Isoetes, og det ser ud til at være et bevis på, at rødder blev udviklet mindst to gange, hos ulvefodsplanterne og hos de andre planter.
Et system af rør er uundværligt for rodfæstede planter, da rødder uden fotosyntese har behov for en forsyning af sukkerstoffer, og et rørsystem er også nødvendigt for at kunne transportere vand og mineralske stoffer fra rødderne til resten af planten.
Fra midten og hen mod slutningen af devonperioden havde de fleste planter udviklet en eller anden form for rodsystem uafhængigt af hinanden. I takt med at rødderne blev større, kunne de forsyne større træer, og jorden blev udluftet i større dybde. Denne dybtgående iltning fik virkning ikke bare på den omtalte nedbrydning af CO2, men åbnede også nye habitater, som kunne koloniseres af svampe og dyr.
I dag har rødderne udviklet sig til deres fysiske grænser. De når mange meter ned i jorden, så de kan hente vand fra grundvandet. De fineste rødder er blot 40 μm i diameter, og det var fysisk umuligt at transportere vand, hvis de var bare en smule tyndere.
De ældste, fossile rødder, man har fundet, nåede til sammenligning ned på tykkelser mellem 3 mm og under 700 μm i diameter.

### Arbuskulært mykorrhiza
Effektiviteten hos mange planters rødder bliver forøget gennem et symbiotisk forhold til en partner blandt svampene. Den mest almindelige er arbuskulært mykorrhiza (AM), dvs. ordret: "træagtig svamperod". Samlivet opstår, når bestemte svampe trænger ind i visse rodceller og fylder cellemembranen med deres hyfer. De lever af plantens sukkerstof, men afleverer næringsstoffer, der er hentet fra jorden (specielt fosfat), som planten ellers ikke ville have adgang til.
Denne symbiose ser ud til at være udviklet tidligt i planternes historie. AM findes i alle plantegrupper, og 80% af alle nulevende karplanter, hvad der antyder en tidlig oprindelse; en "plante"-svampe symbiose kan endda have været det afgørende træk, som gjorde det muligt for dem at erobre landjorden, og faktisk er AM udbredt i Rhynie flinten. Makkerskabet opstod endda før der var ægte rødder, svampen kunne trænge ind i, og det har tilmed været foreslået, rødder blev udviklet for at give mykorrhizasvampene et bedre levested.

## Udviklingen af frø
De første landplanter formerede sig på bregnernes måde: sporer spirede frem og dannede små gametofytter, som producerede sædceller. De kunne så svømme hen over fugtig jord og finde hunlige organer (arkegonier) på den samme eller en anden gametofyt, hvor de smeltede sammen med en ægcelle og dannede en kimplante, som spirede og dannede en sporofyt.
Denne formeringsmåde fastholdt de første planter i fugtige miljøer, hvor der var vandhinder, sædscellerne kunne svømme hen til deres mål. Derfor måtte de første landplanter blive i lavlandet nær ved kyster og langs vandløb. Med udviklingen af heterosporer blev de frigjort fra den begrænsning.
Heterospore organismer bærer, som navnet antyder, sporer i to størrelser – mikrosporer og megasporer. De spirede og dannede henholdsvis mikrogametofytter og megagametofytter. Det system beredte vejen for frø: I sidste ende kunne megasporangiet kun danne en enkelt megasporetetrade, og overgangen til ægte frø blev skabt ved, at tre af megasporerne i den oprindelige tetrade gik til, sådan at der kun blev én megaspore tilbage i hvert megasporangium.
Overgangen til frø fortsatte ved, at denne megaspore blev ”lukket inde” i sit sporangium, mens den spirede. Derpå blev megagametofytten indhyllet i et vandtæt, beskyttende lag, der fylder hoevdparten af frøet. Mikrogametofytten – et pollenkorn, som er spiret fra en mikrospore – bruges til spredning, og det udløser først sin udtørringstruede sædcelle, når den lander på en modtagelig makrogametofyt.
Ulvefodsplanterne er nået et godt stykke vej mod frødannelse uden dog at komme over tærsklen. Der er fundet fossile ulvefods-megasporer, der kunne blive 1 cm i diameter, og som var omgivet af vegetativt væv – og de spirede endda og blev til en megagametofyt in situ. Men de blev ikke til rigtige frø, for kernehinden, et indvendigt lag, som dækker sporen, nåede ikke helt rundt om sporen. Der blev en meget lille spalte tilbage, og det betød, at frøet stadigvæk var udsat påvirkning fra atmosfæren. Dette havde to konsekvenser – for det første betød det, at ”frøet” ikke var fuldstændigt modstandsdygtigt over for udtørring, og for det andet var sædcellen ikke nødt til at ”bore sig ned” for at nå megasporens arkegonie.
De tidligste "spermatofytter" (ordret: ”frøplanter”) – dvs. de første planter, der dannede ægte frø – var nogle tidlige nøgenfrøede, som kaldes pteridospermer
(ordret: frøbregner”). De fandtes i størrelser fra træer til lave, krybende buske; som de fleste tidlige nøgenfrøede var de træagtige planter med bregneagtigt løv. De havde ægceller, men hverken kogler, frugter eller lignende. Mens det er vanskeligt at spore den tidligste udvikling af frø, kan man følge frøbregnernes efterkommere fra de enkle trimerofytter, dvs. via Aneurophytes med de ensartede sporer.
Denne frøtype er grundlæggende fælles for alle nøgenfrøede, der oftest omgiver deres frø med en træagtig eller saftig kogle, mens ingen af dem indeslutter frøet helt. De dækfrøede er den eneste gruppe, der har frø, som er helt indesluttet i frugtanlægget.
De fuldstændigt indesluttede frø åbnede en ny mulighed for planterne: frøhvile. Kimen, som er fuldstændigt isoleret fra den ydre atmosfære og derfor beskyttet mod udtørring, kunne overleve nogle års tørke, før den spirede frem.
Man har fundet frø af nøgenfrøede fra sen kultid, som rummer kim, og det antyder et længere tidsrum mellem befrugtning og spiring. Perioden var kendetegnet ved at være indledningen til en tid med drivhuseffekt og en forøget tørhed. Det antyder, at frøhvile opstod som svar på mere tørre klimaforhold, hvor det blev en fordel at kunne vente på en fugtig periode, før spiringen gik i gang. Dette gennembrud i planternes udvikling ser ud til at have åbnet et jordskred: tidligere ugæstmilde områder, som f.eks. tørre bjergsider, kunne nu tåles så godt, at de blev dækket af træer.
Udviklingen af ægte frø gav yderligere fordele for deres arter: de øgede overlevelseschancerne for gametofytterne, og da der kunne ”pakkes” en energireserve sammen med kimen, lykkedes det frøene at spire hurtigt under ugunstige forhold, hvor de hurtigere nåede en størrelse, hvor de kunne klare sig selv. Uden en frøhvide kunne f.eks. frøplanter, der voksede i tørre miljøer, ikke rumme tilstrækkelige reserver til at sende rødder så dybt ned, at de kunne nå grundvandet, før de døde. På tilsvarende måde har frø, der spirer i en dunkel underskov, behov for en ekstra energireserve, så de hurtigt kan nå op og opfange tilstrækkeligt lys til at kunne klare sig.
En kombination af disse fordele gav frøplanterne et økologisk forspring i forhold til den tidligere dominerende slægt Archaeopteris, og det øgede biodiversiteten i de tidlige skove.

## Udviklingen af blomster
Blomster er omdannede blade, og de findes kun hos den gruppe, som er kendt under navnet dækfrøede, der opstod forholdsvis sent i den fossile rækkefølge. Farverige og/eller duftende dannelser omgiver koglerne hos planter som Cycadales og Gnetales, hvad der gør det besværlig at lave en stram definition af udtrykket ”blomst”.
De blomstrende planter blev længe anset for at være udviklet inden for de nøgenfrøede, og ud fra det traditionelle, morfologiske sysnspunkt er de nært forbundet med Gnetales. Som bemærket ovenfor er nye, molekylære beviser i modstrid med denne hypotese, og viser desuden, at Gnetales er tættere beslægtede med visse grupper af nøgenfrøede end dækfrøede, og at de nøgenfrøede danner en adskilt gruppe i forhold til de dækfrøede, hvor de to grupper skiltes for ca. 300 millioner år siden.
Slægtskabet mellem stamgrupperne inden for de dækfrøede er yderst vigtigt, når man skal udrede blomsternes udvikling. Stamgrupperne giver indsigt i tilstanden hos tidligere ”forgreninger” på vejen mod den nuværende tilstand. Hvis man identificerer en ubeslægtet gruppe som stamgruppe, får man et ukorrekt billede af nedstamningens forløb. Den traditionelle hypotese om, at blomster opstod ved omdannelse af en struktur, der svarer til den hos Gnetales f.eks., har ikke længere megen vægt i lyset af de molekylære data.
Konvergent udvikling øger risikoen for, at man tager fejl af stamgrupperne. Da beskyttelse af megagametofytten er udviklingsmæssigt fordelagtig, ville det ikke være mærkeligt, hvis mange, adskilte grupper nåede frem til beskyttende indpakninger uafhængigt af hinanden. Det er drilsk at skulle udskille de rette forløbere i sådan en situation – for at sige det mildt.
Hos blomsterne skabes den vigtige beskyttelse af frugtanlægget, et organ, der anses for at være et tilpasset blad, der har fået en rolle som beskyttelse for æganlæggene. Disse æganlæg bliver yderligere beskyttet af en dobbeltvægget frøhvide.
Der kræves mere end blot en frit svømmende mikrogametofyt for at gennembryde disse beskyttelseslag. De dækfrøede har pollenkorn, der kun består af tre celler. Én celle tager sig af at bore sig ned gennem griflen og at skabe en kanal, de to sædceller kan flyde ned gennem. Megagametofytten har kun syv celler. Af dem smelter én sammen med sædcellen og danner kernen i ægcellen, mens en anden slutter sig sammen med den anden sædcelle og beskæftiger sig med at danne en næringsrig frøhvide. De øvrige udfylder hjælpefunktioner. Denne proces med dobbelt befrugtning er enestående i planteriget, men fælles for alle de dækfrøede.
Blandt fossilerne er der tre spændende grupper, der bar blomsterlignende strukturer. Den første var permtidens bregne Glossopteris, der allerede havde tilbagebøjede blade svarende til frugtanlægget. Caytonia fra trias er endnu mere blomsteragtig med lukkede æggemmer, men kun en enkelt frugtvej. På den anden side adskiller både deres pollen og griffel dem fra de ægte blomsterplanter.
Ordenen Bennettitales havde bemærkelsesværdigt blomsteragtige organer, der var beskyttet af kransstillede højblade, der kan have spillet en rolle tilsvarende de ægte blomsters bæger- og kronblade. Disse blomsteragtige strukturer udviklede sig selvstændigt, da Bennettitales er nærmere beslægtet med cykas- og tempeltræplanter, end de er i forhold til de dækfrøede planter.
Man finder ingen ægte blomster hos nogen plantegruppe bortset fra dem, som findes i dag. De fleste morfologiske og molekylære analyser placerer Amborellaceae, Nøkkerose-ordenen og Austrobaileyaceae i en tidlig gruppe, der kaldes "ANA". Denne gruppe ser ud til at være udspaltet tidligt i kridttiden for ca. 130 millioner år siden – omtrent samtidigt som de tidligste, fossile dækfrøede planter. I virkeligheden havde Archaeofructus sandsynligvis ikke ægte frugter og de første dækfrø-agtige pollen dukkede op for 136 million år siden. Magnolia-familien blev udskilt snart efter, og en hastig udspaltning frembragte de ægte tokimbladede og enkimbladede kort efter, dvs. for ca. 125 millioner år siden. Ved slutningen af kridttiden var over 50% af nutidens dækfrøede ordener blevet udviklet, og denne gruppe rummede 70% af alle klodens arter.
Den tidlige "ANA"-gruppes karaktertræk antyder, at de dækfrøede opstod i mørke, fugtige og hyppigt fostyrrede områder. Det ser ud til, at de dækfrøede måtte holde sig inden for den type levesteder gennem hele kridttiden – hvor de udfyldte små urteagtige planters niche tidligt i successionsrækkefølgerne. Det har muligvis begrænset deres betydning i begyndelsen, men det kan have fremkaldt den fleksibiltet, som lå bag ved hastigheden i deres spredning til andre levesteder.

## Fremskridt i stofskiftet
Den nyeste af de større udviklinger hos planterne er, at der er opstået et C4 stofskifte.
Fotosyntesen består ikke blot i at føje vand til CO2, så der dannes sukker og ilt. Dertil kræves der en kompleks, kemisk proces, der styres af en række enzymer og co-enzymer. Enzymet RuBisCO er ansvarligt for bindingen af CO2 – dvs., det binder kuldioxiden til et andet kulstofbaseret molekyle, så der dannes en sukkerart, der kan bruges af planten, og i samme proces frigives der et molekyle ilt. Men enzymet er bevisligt ineffektivt, og det arbejder lige så godt den modsatte vej i en proces, so kaldes fotorespiration. Lige så vel som det koster planten et nydannet sukkermolekyle, så bruges der også energi for at få ”genopladet” RuBisCOmolekylet.

### Opsamling af kulstof
For at omgå denne mangel på effektivitet,har C4-planterne udviklet mekanismer til ”kulstof-koncentrering”. De virker ved at bombardere RuBisCOmolekylerne med CO2, sådan at tiden med nyttig produktion af sukker forlænges. Processen, hvor RuBisCO bliver bombarderet, kræver mere energi i sammenligning med bare at lade gasserne komme og gå, som det passer dem, men under de rette betingelser, dvs. varme, lave CO2koncentrationer eller høje iltkoncentrationer – kan det alligevel betale sig målt i nedsat tab af sukker ved fotorespiration.
Et af C4-stofskifterne benytter en såkaldt Kranz anatomi. Her tranporteres CO2 gennem et ydre mesofyllag og via en række organiske molekyler til en central celle i skedelaget omkring ledningsvævet, hvor CO2en frigives. På den måde bliver CO2 opkoncentreret nær ved RuBisCO virkefelt. Da RuBisCO nu arbejder i et miljø med meget mere CO2 (og mindre ilt), end det ellers ville gøre, virker det mere effektivt.
En anden metode er CAM fotosyntese, hvor selve fotosyntesen adskilles fra RuBisCOs processer. RuBisCO arbejder kun om dagen, hvor læbecellerne er lukkede (på grund af tørke), og CO2 bliver i stedet skaffet ved nedbrydning af stoffet malat. Nyt CO2 bliver så indhøstet fra atmosfæren, mens læbecellerne er åbne, dvs. i løbet af kølige og fugtige nætter, hvor vandtabet er nedsat.

### Evolutionære beviser
Disse to udveje, der har samme virkning på RuBisCO, blev udviklet flere gange uafhængigt af hinanden – og alene C4-stofskiftet opstod 18 gange. Det er bedst kendt, at C4-konstruktionen bruges af en del af græsserne, mens CAM hører til hos mange sukkulenter og arter af kaktus. Anlægget for C4 ser ud til at være dukket op i løbet af Oligocæn for ca. 25 millioner år siden, men det fik ikke økologisk betydning før miocæn, dvs. for 6-7 millioner år siden. Det er bemærkelsesværdigt, at nogle trækulfossiler har bevaret væv, der er organiseret som Kranz anatomien og med intakte støtteceller omkring karrene, hviket beviser, at C4-stofskiftet må have eksisteret på dette tidspunkt.
Almindelige, såkaldte C3-planter foretrækker at bruge den letteste af de to kulstofisotoper i atmosfæren, 12C, som lettest kan indbygges i de kemiske forløb, der drejer sig om at binde kulstoffet. Da C4-stofskiftet indebærer et ekstra skridt, kemisk set, bliver denne virkning understreget. Plantemateriale kan analyseres ved hjælp af massespektrometri, sådan at man kan klarlægge det indbyrdes forhold mellem den tunge 13C og 12C. Forholdet kaldes Δ13C. C3-planter er gennemsnitligt 12‰ lettere end forholdt i atmosfæren, mens C4-planter er ca. 27‰ lettere.
Det er besværligt at skaffe originalt fossilt materiale i tilstrækkelige mængder, så man kan analysere græsserne selv, men heldigvis har man en god erstatning: heste. De var udbredt over hele kloden på det her tidspunkt, og de græssede næsten udelukkende på græsarter. Der findes et gammelt, fast udtryk inden for palæontologien: "Man er, hvad man spiser (plus lidt til)" – det henviser til den kendsgerning, at organismerne afspejler isotopsammensætningen i det, de æder, plus en mindre tilpasningsfaktor. Der findes rigeligt med hestetænder fra perioden og over hele kloden, og deres Δ13C er blevet målt. Resultaterne viser en brat, negativ afbøjning for ca. 6-7 millioner år siden, og det fortolker man som vidnesbyrd om fremkomsten af C4-anatomien over hele kloden.

### Under hvilke betingelser er C4 en fordel?
Mens på den ene side C4-stofskiftet øger effektiviteten hos RuBisCO, så er den høje koncentration af kulstof på den anden side meget energikrævende. Det medfører, at C4-planter kun har en fordel over for C3-planter under bestemte betingelser, nemlig 1)høje temperaturer, 2)lave CO2-værdier og og 3)høje iltkoncentrationer. C4-planterne har også brug for kraftig solindstråling for at kunne trives (og udvikles i det hele taget). Modelsimuleringer har vist, at uden afbrændinger, der fjerner skyggende træer og buske, ville der ikke være plads til C4-planter. Men brande har der været i 400 millioner år – så hvorfor gik der så lang tid, før C4-stofskiftet opstod, og hvorfor blev det udviklet så mange gange uafhængigt af hinanden? Kultiden (for ca. 300 millioner år siden) havde vitterligt høje iltkoncentrationer – næsten tilstrækkeligt til at gøre selvantændelse – og meget lave CO2-værdier, men der kan ikke spores nogen C4-isotopsignatur, og der synes heller ikke at være nogen pludselig udløser for stigningen under miocænperioden.
Under miocæn var atmosfæren og klimaet forholdsvis stabile. Hvis man skal tale om en ændring, så foregik der en langsom stigning i CO2-koncentrationen i perioden mellem 14 og 9 millioner år før nu, og derefter faldt den tilbage til et niveau, der svarer til det i holocæn. Det antyder, at CO2-koncentrationen ikke havde nogen nøglerolle i forbindelse med at fremkalde udviklingen af C4-stofskiftet. Græsserne (som er den gruppe, hvor der findes flest eksempler på C4-stofskifte) havde eksisteret i 60 millioner år eller længere, så de havde haft masser af tid til at udvikle C4-systemet, som desuden også findes i en forskelligartet række af plantegrupper og derfor blev udviklet uafhængigt af hinanden. Der er stærke tegn på klimaskifte i Sydasien; mere tørke – og derfor forøget hyppighed og intensitet i brandene – kan have ført til en stigning i græsområdernes udbredelse. Dette er dog svært at få til at stemme overens med den nordamerikanske historie. Kan det mon tænkes, at tegnene skal forstås rent biologisk, fremkaldt af brand- (og elefant?)- fremkaldt acceleration af græssernes evolution – som nedsatte atmosfærens indhold af CO2 både ved at øge nedbrydningstempoet og ved at låse mere kulstof i jordbundens sedimenter? Endelig er der tegn på, at fastlæggelsen af indledningen til C4-stofskiftet i perioden mellem 9 og 7 millioner år før nu snarest må betragtes som en tendens, der kun passer på Nordamerika, hvor de fleste fund er gjort. Nyere materiale antyder, at græsområder nåede frem til at blive den dominerende biotop mindst 15 millioner år tidligere i Sydamerika.

## Udviklingstrends
Udviklingsprocessen virker en smule anderledes hos planter i forhold til dyr. Forskelle hos planternes fysiologi og formering betyder, at selv om der gælder de samme principper for evolution ved naturlig udvælgelse, er de finere nuancer i deres virkemåde grundlæggende forskellige.
En væsentlig forskel er planternes evne til at formere sig ved at danne kloner, byggende deres cellers alsidighed, som gør det meget lettere for dem at formere sig ukønnet, end det er for de fleste dyr. De har også en evne til polyploidi – hvor mere end to kromsomsæt nedarves fra forældrene. Det muliggør, at der kan forekomme ret bratte skred i udviklingen. Frøplanternes evne til at benytte lange tidsrum med frøhvile gør dem mindre sårbare overfor udslettelse, for de kan ”bide sig fast” gennem de hårde perioder og vente, indtil mere milde tider indfinder sig.
Virkningen af disse forskelle ses mest tydeligt under udslettelsesperioder. Disse begivenheder, der udryddede 6-62% af alle landlevende dyrefamilier, fik ”forsvindende ringe” virkning på plantefamilierne. Men økosystemernes struktur blev i høj grad ændret, sådan at antallet og fordelingen af forskellige plantegrupper blev dybtgående forandret. Disse virkninger skyldes måske en højere diversitet inden for familierne, da udslettelserne – der var udbredte på artsniveau – sorterede kraftigt. Vindbestøvede arter overlevede f.eks. bedre end de insektbestøvede grupper, og de specialiserede arter gik almindeligvis tabt. I store træk var de overlevende grupper sjældne før udslettelsen, hvad der antyder, at de var generalister, som var svage konkurrenter under milde forhold, men som trivedes, da de specialiserede grupper uddøde og efterlod tomme, økologiske nicher.

## Yderligere læsning
- David Beerling: How plants changed Earth's history, 2008, ISBN 978-0-19-954814-9
- Signe Frederiksen: De højere planters evolution og klassifikation, 1997, ISBN 978-87-12-03087-4
- Linda E. Graham: Origin of land plants, 1993, ISBN 978-0-471-61527-9